# Delhi Cantonment
Delhi Cantonment is een kantonnement in het district New Delhi van het Indiase unieterritorium Delhi.

## Demografie
Volgens de Indiase volkstelling van 2001 wonen er 124.452 mensen in Delhi Cantonment, waarvan 61% mannelijk en 39% vrouwelijk is. De plaats heeft een alfabetiseringsgraad van 77%.